# Будивид
Будивид (Пукувер або Путувер) (лит. Budivydas, біл. Будзівід; ? — 1295) — Великий князь Литовський між 1291 та 1295 роками. Син або племінник Войшелка. Батько Великих князів Литовських Витеня та Гедиміна, фактично є родоначальником династії Гедиміновичів.
Діяв спільно з багатьма західноукраїнськими князями. Передав Вовковиськ волинському князеві Мстиславу Даниловичу. Проте, 1282 року Лев Данилович очікував від Путувера помсти за вбивство Войшелка, і застерігав, щоб той тримав з ним мир.
Помер близько 1295 року.

## Припущення
Польський історик Юзеф Пузина припустив, що Пукувер може бути однією особою зі згаданим в Іпатіївському літописі під 1289 роком Бутигейдом.